# Deutscher Turnverband
Deutscher Turnverband (česky Německý turnerský svaz) se konstituoval z nacionalistických německých tělocvičných spolků sídlících na území nově vzniklého Československa po první světové válce v roce 1919. Po zákazu členství v zahraničních svazech vystoupily spolky z Turnerského kraje Deutschösterreich a založily Deutscher Turnverband (DTV). Ten se stal postupně nejsilnější německou tělocvičnou organizací v Československu.
Turnerské hnutí založené Friedrichem Ludwigem Jahnem se rozšířilo i na české území. První německá tělocvičná jednota Prager Männer Turnverein byla založena v roce 1861. Turnerské hnutí českých Němců zatěžovaly spory o cvičební metodiku, poslání organizace a zejména členství Židů ve spolcích. Němečtí turneři v českých zemích se seskupili v zásadě do čtyř základních směrů turnerských spolků: dělnické turnerské spolky, spolky křesťansko-sociální, spolky bez ohledu na rasu a na politické přesvědčení (neárijské) a spolky árijské. Zastřešující organizací se stala z počátku celoněmecká tělocvičná organizace Německé turnerstvo (Deutsche Turnerschaft, DT) založená v roce 1868. České země spadaly pod její XV. kraj Deutschösterreich. Rozkol turnerstva nastal především přijímáním árijského paragrafu. Roku 1901 vystoupilo na protest jeho přijímání z XV. kraje několik liberálnějších spolků a založily Svaz německých liberálních turnerských jednot v Rakousku (Verband der deutschfreiheitlichen turnvereine in Österreich), ze kterého se roku 1904 po zakročení DT (v DT byli Židé plně integrováni) na všeněmeckém turnerském sjezdu stal menšinový turnerský kraj Deutschösterreich XV.b. O čtyři roky později vystoupil XV. kraj z DT a založil vlastní árijský Turnerský kraj Deutschösterreich (Turnkreis Deutschösterreich).
Rakouská část původního Turnerského kraje Deutschösterreich se po rozpadu monarchie přeměnila na samostatný svaz Deutscher Turnerbund a DTV převzal do stanov podle svého rakouského vzoru árijský paragraf. Kraj XV.b byl v roce 1922 rozpuštěn. Německé liberální turnerské spolky v něm sloučené do DTV nevstoupily, zůstaly dále „bezžupní“ a samostatné. Některé se sdružily do společenství fungujících mimo DTV. Činnost DTV sledovala československá státní správa velmi pozorně. Na konci dvacátých let 20. století byl Německý turnerský svaz v těsném spojení s politickou stranou Německou nacionální stranou (DNP) (Deutsche Nationalpartei) a především Německou národně socialistickou stranou dělnickou (Deutsche Nationalsozialistische Arbeiterpartei). Po nástupu Konrada Henleina a jím prosazovaným vůdcovským principem to byl už jen krůček k přijetí národně socialistické ideologie a po Mnichovu k zglajchšaltování pod organizace NSDAP.

## Historie
Za zakladatele německého, turnerského tělovýchovného systému jsou považováni Friedrich Ludwig Jahn a Ernst Wilhelm Bernhard Eiselen (1792–1846). Během svého působení v Berlíně ovlivnilo Jahna vystoupení německého filozofa Johanna Gottlieba Fichta „Řeči k německému národu“ (1808), ve kterém vyzýval k obraně vlasti, k obrození německé kultury, zlepšení mravů a fyzické zdatnosti. Dne 3. listopadu 1810 založil společně s jedenácti přáteli v Hasenheide u Berlína tajný spolek Deutscher Bund zur Befreiung und Einigung Deutschlands a 19. června 1811 zahájil veřejná cvičení pro mládež. Podle jeho vzoru zakládali Jahnovi stoupenci podobná cvičiště i v dalších německých městech. Společně s Eiselenem sepsal tělovýchovný spis „Die Deutsche Turnkunst“ (1816).

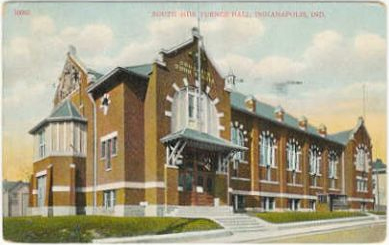
Turnhalle (tělocvična) v Indianapolis v roce 1908 (Nordamerikanischer Turnerbund)

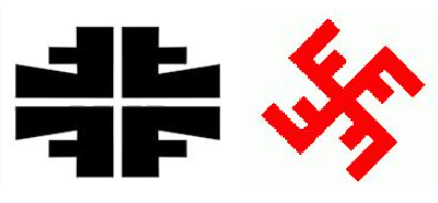
Turnerský znak ze čtyř písmen F

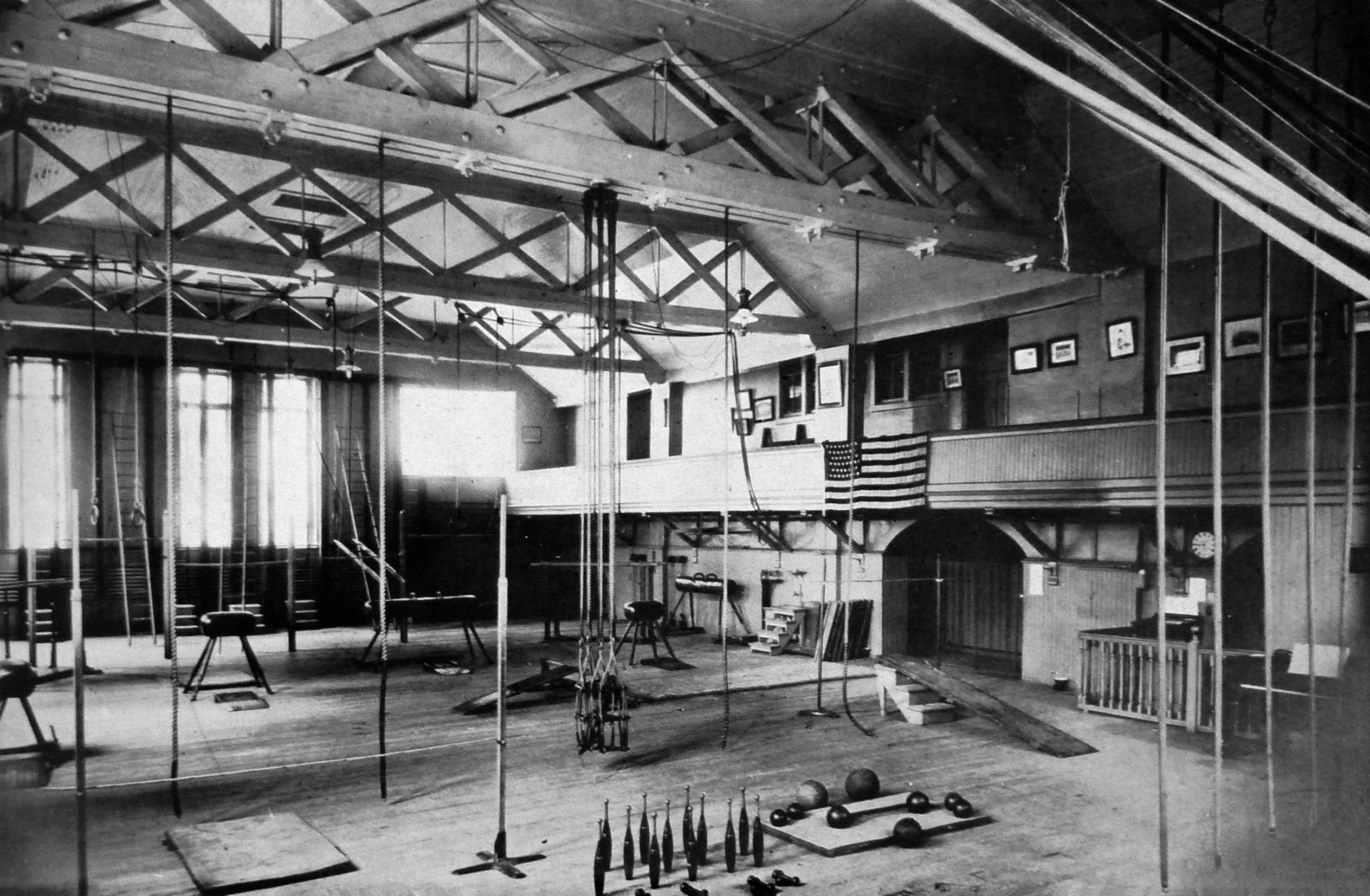
Tělocvična turnerského spolku (Turnverein Milwaukee) 1904

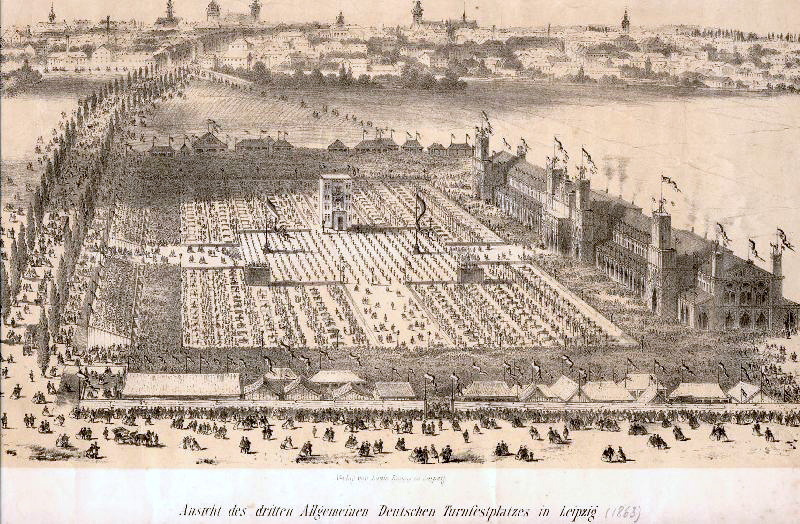
Lipsko 1863 - Festplatz des 3. Allgemeinen Deutschen Turnfestes

Vzhledem k tomu, že bylo turnerské hnutí v letech 1820–1842 v zemích Německého spolku zakázáno, zakládali nadšenci Jahnova hnutí soukromé tělocvičné ústavy mimo území Pruska, což vedlo k rozvoji tělocvičného cvičení na nářadí. Teprve po Metternichově pádu došlo k nové vlně zakládání „Turnvereinů” (v roce 1845 Turnverein Salcburk, Bregenz, Dornbirn, Innsbruck, Ried, v roce 1848 Wien, v roce 1849 Aš). Po nevydařeném revolučním hnutí na přelomu let 1848/49 se turneři (rozdělení na umírněné a liberální v „Deutscher Turnerbund” a radikální v „Demokratischer Turnerbund”) stali ze strany státu znovu terčem pronásledování a povolené spolky držel stát pod přísnou kontrolou. Velká část turnerů proto emigrovala do Spojených států amerických, kde založili „Nordamerikanischer Turnerbund”.

### Symbol
Turnerský znak byl tvořen čtyřmi písmeny F (symbolizovat měla počáteční písmena jednotlivých slov Jahnova hesla: „frisch, fromm, fröhlich, frei“, tedy svěží, zbožný, radostný a svobodný). V prvním případě byla čtyři písmena „F“ seřazena horní částí k sobě, ve druhém byla písmena spojena spodní částí do tvaru, který připomínal svastiku. Od roku 1907 byly háky každého ramene kruhovitě stočeny k dalšímu ramenu a znak tak získal kruhovitou podobu a pro osm háků se mu říkalo dvojitý hákový kříž.

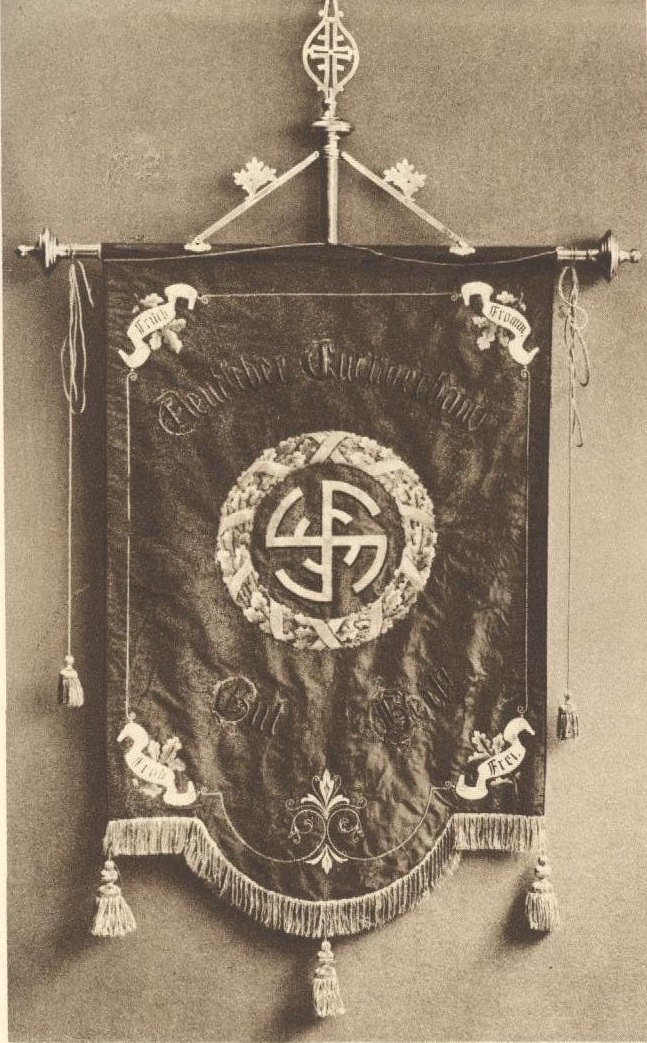
Turnerský prapor

### Deutsche Turnerschaft/ Německé turnerstvo
Vojenské úspěchy v Prusko-dánské válce (1864), v Prusko-rakouské válce (1866) a zejména porážka Francie v Prusko-francouzské válce 1870 připravily jednak podmínky pro sjednocení Německa, ale také vyvolaly značný nárůst turnerských spolků. Ve dnech 16.-18. června 1860 se konal v durynském Coburgu „Erstes allgemeines deutsches Turn- und Jugendfest”, kterého se zúčastnilo přes 1000 turnerů (další turnerské slety 1861 Berlín, 1863 Lipsko, do první světové války dvanáct). Turnerskou a mládežnickou slavnost zorganizovali: aktivní právník a turner z Esslingenu Theodor Georgii, Karl Kallenberg ze Stuttgartu, Eduard Angerstein z Berlína a Ferdinand Goetz z Lindenau. Ke vzniku jednotného svazu ještě na první slavnosti nedošlo, ale aktivisté pořádali dál masové turnerské akce a středoevropské německé oblasti rozdělili do turnerských krajů. Teprve na čtvrtém německém tělovýchovném dni (4. Deutscher Turntag) v roce 1868 ve Výmaru se jim podařilo zastřešující organizaci Německé turnerstvo (Deutsche Turnerschaft) založit.
Deutsche Turnerschaft sestávala tehdy již z 15 krajů (Turnkreis): 1. kraj: Severovýchod (Nordosten), 2. kraj: Slezsko a jižní Poznaňsko (Schlesien und Südposen), 3. kraj a: Pomořany (Pommern), 3. kraj b: Braniborská marka (Mark Brandenburg), 3. kraj c: Provincie Sasko a Anhaltsko (Provinz Sachsen und Anhalt), 4. kraj: Sever (Norden), 5. kraj: Dolní Wesera a Ems (Niederweser uns Ems), 6. kraj: Hannover, 7. kraj: Horní Wesera (Oberweser), 8. kraj: Porýní a Vestfálsko (Rheinland und Westfalen), 9. kraj: Střední Rýn (Mittelrhein), 10. kraj: Horní Rýn (Oberrhein), 11. kraj: Švábsko (Schwaben), 12. kraj: Bavorsko (Bayern), 13. kraj: Duryňsko (Thüringen), 14. kraj: Saské království (Königreich Sachsen), 15. kraj: Německo-Rakousko (Deutsch-Österreich). Ve statistice z roku 1865 je poslední kraj rozdělen ještě na 15. kraj a: Čechy, Morava a Rakouské Slezsko (Böhmen, Mähren und Österreichisch-Schlesien) a 15. kraj b: Rakousko (Österreich). Centrální organizace DT zastřešovala i německé tělovýchovné spolky na území Čech, Moravy a Slezska.
Každý kraj Německého turnerstva se skládal z jednotlivých spolků (Turnverein) sdružených do tělocvičných žup (Turngau). Na tělovýchovných slavnostech a setkáních (Turnfest) pořádaly Turnvereiny mimo masových přehlídek také jednání o nových trendech, změnách stanov, finančních záležitostech atd. Župní slavnosti vrcholily celoněmeckými turnerskými slavnostmi (Deutsche Turnfeste). Poslední (dvanácté) před první světovou válkou se konaly v Lipsku v roce 1913 za účasti 62 700 turnerů. Ženy se účastnily na turnerském hnutí až do roku 1880 jen podpůrně. Vyšívaly spolkové prapory, účastnily se jejich svěcení a předávání, někdy vystupovaly jako řečnice. Samozřejmě byly vděčnými divačkami přehlídek a posluchačkami projevů. Někdy předcvičovaly před hlavním programem mužů. K oficiálnímu povolení jejich členství došlo v roce 1880. Největší rozmach ženského cvičení se dostavil až na počátku 20. století.

### Turnkreis Deutsch-Österreich/ Kraj Německo-Rakousko

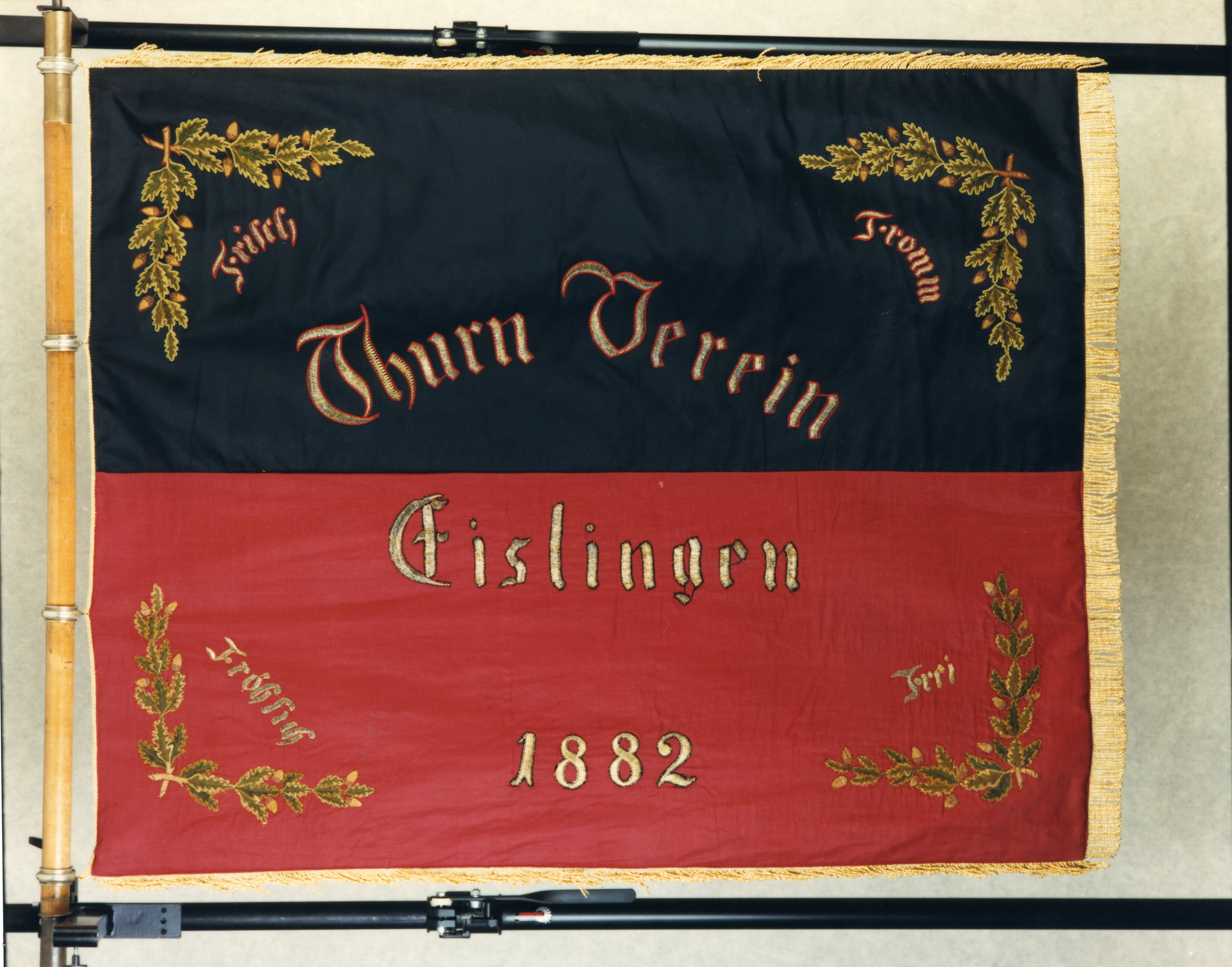
Vlajka Turnvereinu Eislingen s Jahnovým heslem: frisch, frei, fröhlich, fromm (čilý, svobodný, veselý, zbožný)

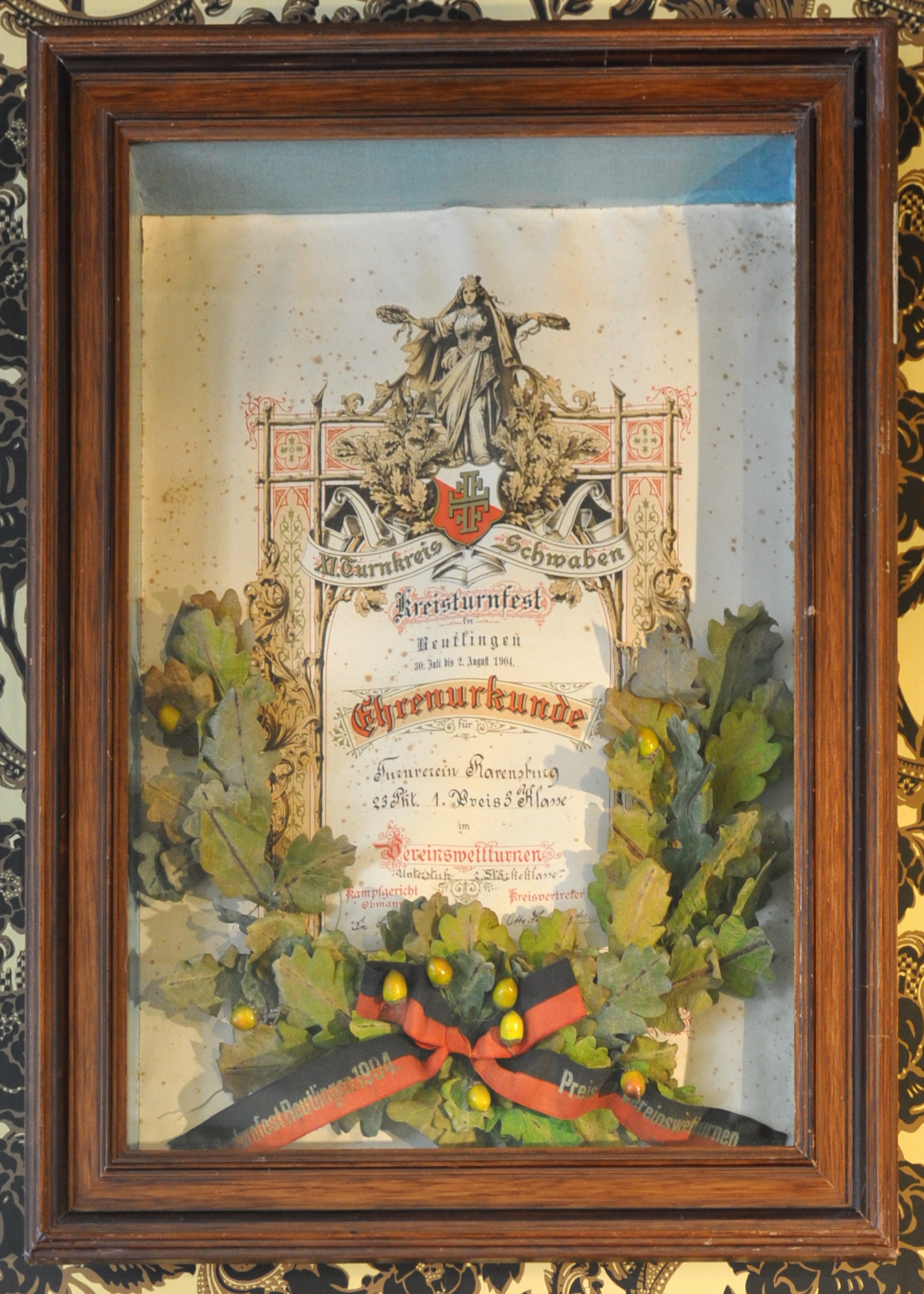
Čestný diplom Turnvereinu Ravensburg XI. kraje Švábsko z roku 1904

V roce 1861 byl ve Vídni založen „Erste Wiener Turnverein“, další pak v Brně, v roce 1862 v Bolzanu, v Hall, v Praze, ve Znojmě, v Kremži, kde také proběhla ve dnech 7.–9. srpna 1862 turnerská slavnost (Stiftungsfest). Po německé turnerské slavnosti v Lipsku v roce 1863 (Deutsches Turnfest Leipzig) se zakládání tělocvičných spolků rozběhlo naplno i v Rakousku-Uhersku. Dne 26. září 1864 se konalo slavnostní setkání turnerských spolků z Dolního Rakouska, Horního Rakouska a Salcburku. Centrální organizace Deutsche Turnerschaft vyzvala tělocvičné spolky k zakládání hasičských oddílů (Turnerfeuerwehr) a Dr. Hans Stingl z Kremže se ujal sestavení turnersko-požárního řádu (Turner-Feuerwehr-Ordnung). Na zakládajícím tělovýchovném dni 20.–21. července 1868 vstoupil „Kreisverband der Turnvereine Deutschösterreichs” (Krajský svaz tělovýchovných spolků německého Rakouska) zastřešující i německé spolky zemí Koruny české oficiálně jako XV. kraj pod centrální organizaci „Deutsche Turnerschaft”. K roku 1869 existovalo v Rakousku-Uhersku již 104 turnerských spolků a na konci roku 1904 sestával rakousko-uherský kraj z patnácti žup:
1. Ještědsko-jizerská župa (Jeschken-Iser-Turngau)[5]
2. Severočeská župa (Nordböhmischer Turngau)[6][7]
3. Ohřská župa (Ober-Eger-Turngau)[8][9]
4. Moravsko-slezská župa (Mährisch-schlesischer Turngau)[10]
5. Dolnorakouská župa (Niederösterreichischer Turngau)
6. Jihorakouská župa (Südösterreichischer Turngau)
7. Hornorakousko-Solnohradská župa (Ober Österreich-Salzburgischer Turngau)
8. Tyrolská župa (Tiroler Turngau)
9. Severočeská župa (Nordwestböhmischer Turngau)
10. Šumavská župa (Böhmerwald Turngau)
11. Broumovská župa (Braunauer Turngau)
12. Krušnohorská župa (Erzgebirgs-Turngau)
13. Východní Marka (Ostmark-Turngau)
14. Vorarlberská župa (Vorarlberger Turngau)
15. Západočeská župa (Westböhmischer Turngau)

### Rakouský antisemitismus
Němci se rostoucím vlivem jiných národností v Rakousku-Uhersku začali cítit jako ohrožená menšina. Proto se první krajská turnerská slavnost v Brně v roce 1871 nesla v duchu oslavy Německé říše. V roce 1884 se vzbouřilo dvanáct rakouských spolků Dolnorakouské turnerské župy (Niederösterreichischer Turngau), jelikož se jim zdálo, že turnerské hnutí není dostatečně „völkisch“. Na protest spolky z Dolnorakouské župy vystoupily a založily vlastní župu Východní marky (Ostmarkturngau). V dubnu 1887 se „Erste Wiener Turnverein“ rozhodl na neustálé naléhání radikálního vrchního cvičitele (Oberturnwart) Franze Xavera Kießlinga (1859–1940) provést změnu stanov a zařadit tzv. „árijský paragraf”. Do konce července měli všichni, kdo nebyli „árijského původu“, spolek opustit. Paragraf začaly zařazovat do stanov i ostatní spolky Dolnorakouské turnerské župy. Vedení Německého turnerstva v čele s Ferdinandem Goetzem proti antisemitským tendencím dost ostře zareagovalo. Přijímání árijského paragrafu vyústilo v neustálé napadání obou táborů. Spolky s árijskými paragrafy tisk opovrhoval a odpůrci antisemitismu považovali jeho vřazení do stanov za neslýchaný zločin proti němectví. „Kießling byl označován antisemitským fanatikem, odchovancem antisemitského politika Georga von Schönerera a Goetz naopak otrokem semitských cizáků.”

### Deutscher Turnerbund/ Německý turnerský svaz

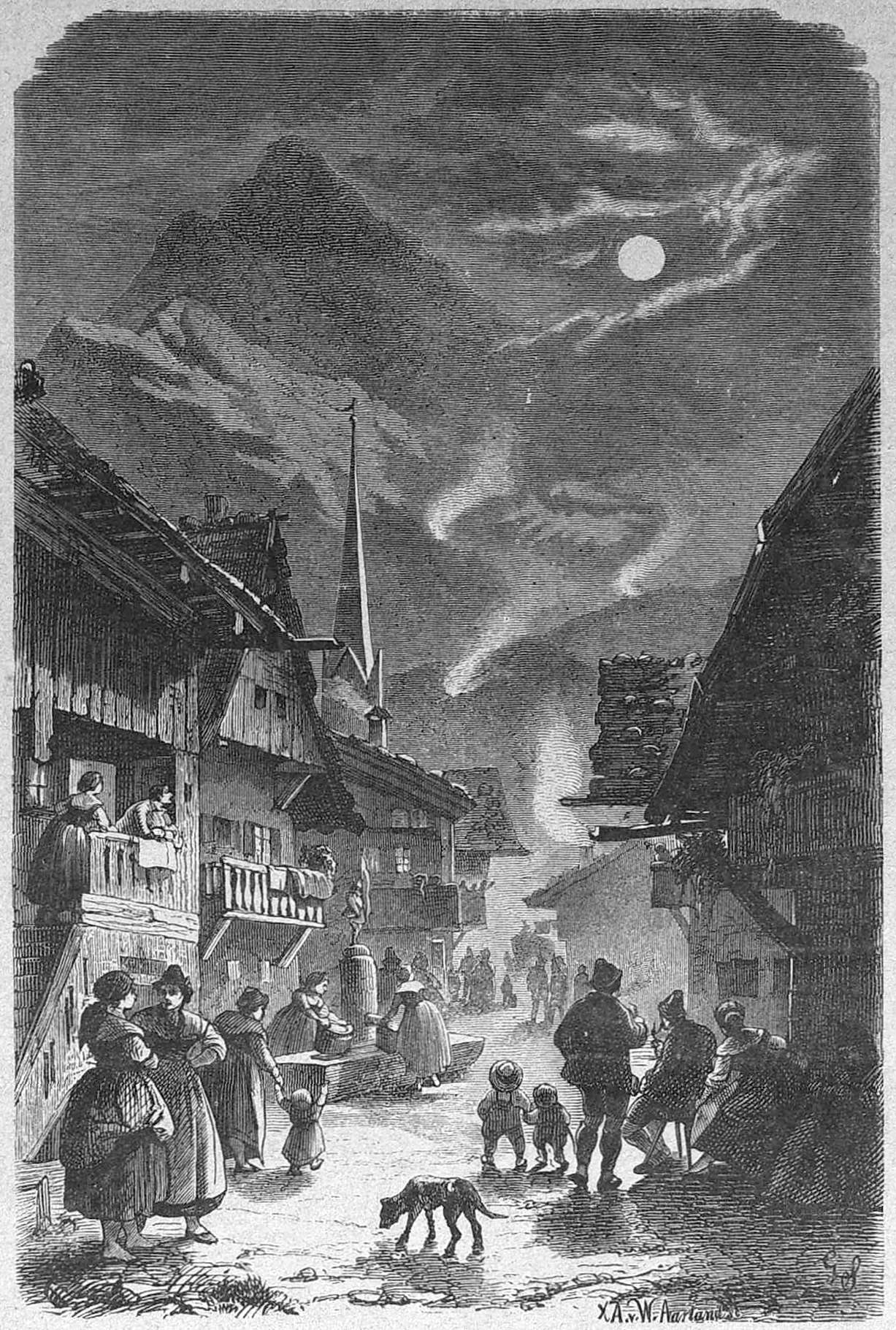
Turnerské hořící vatry DTB na oslavu letního slunovratu plály po setmění 23. června (na svátek Jana Křtitele) z vrcholů kopců a hor od Dolního Rakouska až po severní Čechy jako mytická oslava slunečního boha Baldura, kterého zabil a spálil na ohromné hranici slepý bratr Hödar (bůh zimy). Na obrázku ilustrace z Gartenlaube (1867), v pozadí hořící ohně „Johannisfeuer“ v bavorské obci Partenkirchen. Obdobně nahradily svíčky na vánočním stromečku ohně zimního slunovratu.

V roce 1888 přijala árijský paragraf pod vlivem nejsilnějšího Prvního vídeňského turnerského spolku do stanov celá Dolnorakouská župa. Vedení Německého turnerstva se na jednání v Mnichově rozhodlo Dolnorakouskou župu z DT vyloučit. Vyloučené spolky se o rok později sloučily se Severočeským turnerským svazem (Nordböhmischer Turnerbund) do konkurenčního Německého turnerského svazu, který zařadil árijský paragraf do stanov na první místo. Rada Německého turnerského svazu přijala 30. června 1890 první mimo hranice Rakouska-Uherska ležící Německý turnerský spolek Berlín, po jehož vzoru vstupovaly i další spolky z Německé říše. Nakonec vzniklo několik spádových oblastí – severní Čechy, Dolní Rakousy, Berlín, okolí Hannoveru a západní Čechy – s osmi župami (1. Niederösterreichischer Turngau, 2. Deutscher Turngau „Jahn“ für Nordböhmen, 3. Alpenturngau, 4. Turngau Brandenburg, 5. Turngau Niedersachsen, 6. Turngau Westfalen, 7. Ostgau kolem města Inowrocław/Hohensalza, 8. Ostfränkischer Turngau). Mimo to se k svazu hlásily i spolky, které kvůli své poloze nepatřily pod vyjmenované župy (například turnerský spolek ze Salcburku).
Předsedou svazu se stal předseda Prvního vídeňského turnerského spolku a do roku 1891 také předseda Dolnorakouské turnerské župy Karl Kreiß a jeho zástupcem za bývalý Severočeský turnerský svaz Karl Sedlak. V roce 1891 započal Anton Edelmüller s vydáváním svazového periodika „Deutscher Turner Hort“, kterého vystřídal v roce 1893 Friedrich Plessel a po něm do roku 1901 Leopold Slepiza. Jeho pozici hlavního redaktora pak znovu zaujal Anton Edelmüller. Aktivity DTB se neomezovaly jen na slavnosti cvičebního rázu (spolkové, župní či svazové slavnosti, ukázková cvičení nebo turnerské výlety), ale také turnerská hospodská setkání, taneční zábavy, oslavy letního a zimního slunovratu, svátky bohyně Ostary a Arminiovy, Bismarckovy, Jahnovy, Körnerovy nebo sedanské slavnosti. Zlatým hřebem všech turnerských slavností byly turnerské průvody, při nichž turneři ve stejnokroji a v jednom šiku pochodovali městem. Poslední předválečnou svazovou slavnost uspořádal DTB v Chebu, kde „odhalil obří a četnou symbolikou prodchnutý Jahnův pomník”.
Starogermánské tradice letního a zimního slunovratu nahrazovaly v DTB křesťanské svátky Jana Křtitele a narození Krista. U hořící vatry turneři zpívali sborové písně, tancovali v kruhu a přeskakovali ohně, nechyběla turnerská cvičení i rituální vhazování květinových věnců do plamenů. Zimní slunovrat, nazývaný podle germánského označení slunečního kotouče (giuo) „Julfeier“, zrovna tak nepostrádal ideový podtext rasového antisemitismu, antiklerikalismu a historismu.
V dolnorakouském Drosendorfu, kde sídlil Kießling, zaznělo v roce 1891 při obětování květin ohni mimo jiné „Heil Jahn!, Heil Bismarck!, Heil Schönerer!“ A při zimním slunovratu v roce 1898 ve Frýdlantu vhodil řečník do ohně pro nedostatek bylin „jeden český, jeden židovský a jeden mezinárodní denní tisk s přáním, aby bůh Němců stejně tak zničil všechny nepřátele“.
Deutscher Turner-Hort
Mezi důležité svazové symboly DTB jako hesla, dubové listí, modré chrpy (modrá chrpa jako oblíbená květina Bismarcka byla symbolem všeněmeckého hnutí v rakouské monarchii), turnerský hákový kříž, množství vlasteneckých písní a básní například Ernsta Moritze Arndta (Vaterlandslied) nebo Theodora Körnera patřila také černo-červeno-zlatá trikolóra a provolávání „Heil“ (namísto hesla spolků pod DT „Gut Heil!“ a Jahnova „Frisch, frei, fröhlich, fromm!“). Žádná slavnost se neobešla bez písní: Der Gott der Eisen wachsen ließ, Was ist des Deutschen Vaterland, Wenn alle untreu werden, Wahlspruch der Deutschen, Deutsches Weihelied, Sind wir vereint nebo Deutschland, Deutschland über alles, Heil Dir im Siegeskranz a samozřejmě nesměla chybět populární píseň Maxmiliana von Schneckenburgera Wacht am Rhein. Koncem 19. století se objevuje namísto čtyř F uspořádaných do turnerského kříže kruhovité stočení písmene F do dvojitého hákového kříže jako „prastarého árijského symbolu slunečního kotouče”. Funkce tzv. dietwarta (völkisch instruktora) se podle manuálu z roku 1928 „Handbuch des gesamten Turnwesens” objevila právě u Německého turnerského svazu, který kladl důraz na völkisch výchovu. Na symboliku a tzv. „Dietwesen” Německého turnerského svazu pak v Československu navázal Deutscher Turnverband.

### XV. kraj Německo-Rakousko po roce 1900

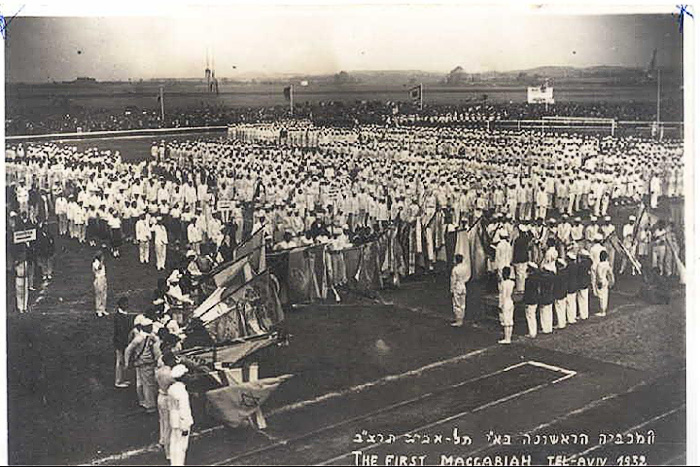
Slavnostní zahájení prvních Makabejských her v roce 1932, jejichž počátky souvisí s vytvořením centrálního svazu „Jüdische Turnerschaft” (Židovský turnerský svaz) v roce 1903 a s přijímáním árijského paragrafu do stanov turnerských organizací.

Německý turnerský svaz sice velikostí Německé turnerstvo neohrožoval (existovaly i další tělovýchovné organizace), ale jeho způsob propagování Jahnových a „völkisch“ myšlenek přijímalo stále více členské základny (zejména v XV. kraji Německo-Rakousko). Například předseda Moravsko-slezské turnerské župy (Mährisch-schlesischer Turngau) Fritz Hirth na sněmu XV. kraje roku 1897 navrhoval, aby spolky přijímaly nadále jen Němce „árijského původu“. Ostatní antisemitské spolky v rakousko-uherských župách stále více naléhaly a pokoušely se o přijetí árijského paragrafu pro celý XV. Kreisverband der Turnvereine Deutschösterreichs. Jedinou župní organizací v zemích Koruny české odmítající přijetí árijského paragrafu XV. krajem v roce 1901 byla Krušnostředohorská župa. K ní se přidali ještě jednotliví turneři z Českých Budějovic, Plzně a dále několik zástupců jednot bez župní příslušnosti (mezi nimi i BTV z Brna).
O čtyři roky později se podařilo na zasedání ve Vídni valné většině árijský paragraf do stanov kraje začlenit. Převažující antisemitské tendence v Německém turnerstvu dokládá v roce 1901 i jeho souhlas s provedenou změnou. Přesto rozhodlo vedení Německého turnerstva na sjezdu v Heidelbergu roku 1901 "šalamounsky" a na ochranu před upíráním členství z důvodu „rasové nečistoty“ v roce 1904 rozdělilo 15. kraj na dvě skupiny. Pod podkraj „b“ spadalo 47 spolků nesouhlasících s přijetím árijského paragrafu. Spolky podkraje „a” na protest tomuto řešení z Německého turnerstva vystoupily a založily nový nezávislý Turnerský kraj Německo-Rakousko (Turnkreis Deutsch-Österreich). V roce 1893 se oddělil "Deutsche Arbeiter Turn- und Sportbund" (známý dnes pod zkratkou ASKÖ), který se stal v roce 1913 součástí strany sociálních demokratů (dnešní strany SPÖ). V roce 1911 se odtrhl německonárodnostní "Verband alldeutscher Turnvereine Arndt" a v tom samém roce se osamostatnilo křestanské turnerské hnutí "Christlich Deutsche Turnerschaft" (dnešní Sportunion).

## Deutscher Turnverband/ Německý tělovýchovný svaz
Po první světové válce se v Rakousku v důsledku nově uspořádané střední Evropy a vzniklého Československa sloučily 2. září 1919 Německý turnerský svaz (DTB), Turnerský kraj Německo-Rakousko (Turnkreis Deutsch-Österreich) a Všeněmecký Arndtův svaz (Arndt-Verband) do Německého turnerského svazu (Deutscher Turnerbund). V Rakousku tak fungovaly tři na sobě nezávislé tělovýchovné organizace: socialistický Dělnický svaz pro sport a tělesnou kulturu v Rakousku (Arbeiterbund für Sport und Körperkultur in Österreich), Křesťansko-německé turnerstvo v Rakousku (Christlich-deutsche Turnerschaft in Österreich) a Německý turnerský svaz. Po roce 1932 svaz čítal 825 turnerských spolků. V roce 1933 přijalo v Norimberku Německé turnerstvo „árijský paragraf”, z čehož nebyli do členské základny připuštěni nejen Židé, ale později ani příslušníci jiných národností a organizovaná dělnická třída.

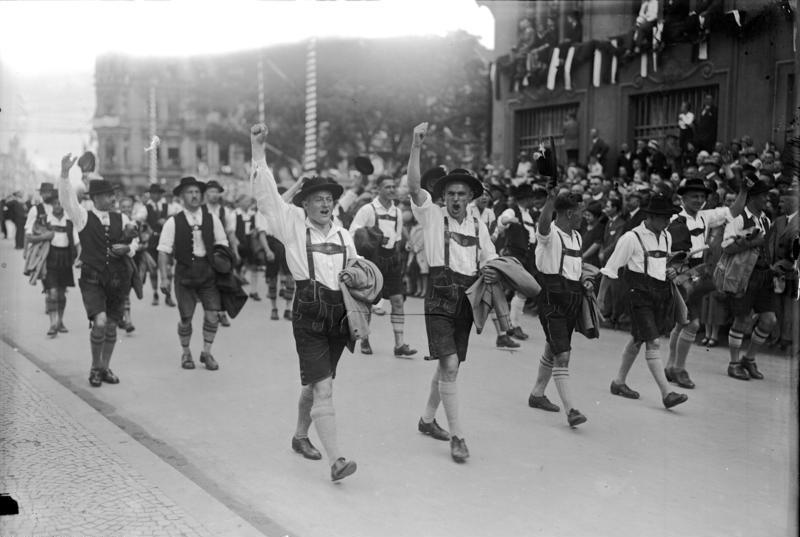
Kolín nad Rýnem – Festzug zum deutschen Turnfest 1928 (slavnostní průvod k německým turnerským slavnostem).

Rakouská NSDAP byla, co se týče vynalézavosti zakrývání pravých cílů spolků, velmi vynalézavá. Deutscher Turnerbund se stal nejdůležitějším a člensky nejsilnějším předskokanem rakouských národních socialistů. NSDAP postupně také zaujala ve svazu přední pozice. V roce 1933 bylo 64 spolků právě za skrytou národně-socialistickou činnost zakázáno, zrovna tak župní turnerské slavnosti a masová cvičení, ale také jejich znak podobný hákovému kříži, pro který se jim přezdívalo Hakenkreuzler-Turner. V roce 1934 se Dělnický turnerský svaz uchýlil do ilegality. Křesťanský a Německý turnerský svaz se ve stejném roce sloučily do Rakouské sportovní a turnerské fronty (Österreichische Sport- und Turnfront). V roce 1938 byl Křesťanský svaz rozpuštěn. Německý turnerský svaz, který se podílel na státním převratu, se stal součástí Německého říšského svazu pro tělesná cvičení (Deutscher Reichsbund für Leibesübungen).

### Založení DTV
V novém Československu se začalo na jaře 1919 proslýchat, že pražské úřady zakáží příslušnost německých spolků k zahraničním centrálám. V květnu 1919 z kraje Německo-Rakousko dobrovolně vystoupila Moravsko-Slezská župa a Josef Truntschka jako zástupce českých žup svolal na 1. června 1919 do Teplic-Schönau (dnešní Teplice) poradu. Německé župy z Čech odmítly z kraje Německo-Rakousko vystoupit a pod vedením Truntschky počaly připravovat nové stanovy. Předseda moravsko-slezských spolků Karel Kratky navrhl vytvořit svaz zastřešující všechny německé turnerské spolky v Československu. Nové stanovy podle Truntschky musely projít další úpravou a následným napasováním na stanovy DTB v Rakousku. Po vyhlášení očekávaného zákazu vystoupily 17. srpna 1919 moravsko-slezské župy z XV. kraje Německo-Rakousko a 23. listopadu 1919 uspořádal nově založený „Deutscher Turnverband in Tschechoslowakei” v Ústí nad Labem zakládací turnerskou slavnost. Stanovy ministerstvo vnitra schválilo až po třetí úpravě 13. prosince 1919.
Rozjezd nově zřízené turnerské organizace nebyl lehký. Z 924 turnerských spolků evidovaných v roce 1917 jich přežilo první světovou válku jen 163. Vzdělávání muselo být během války pozastaveno, z 34 000 odvedených turnerů jich 5 031 padlo a 7 634 se vrátilo těžce raněných. Tělocvičny, které v době války sloužily jako lazarety a zajatecké tábory, zabrala československá vláda pro skladiště a ubikace československých vojáků a svému původnímu účelu mohly sloužit až po dalekosáhlých apelacích poslanců na příslušná ministerstva. Například DTV Brno před válkou vybudoval ze staré továrny tělocvičnu, kterou během války používalo vojsko. Po vzniku Československa stát porušil uzavřenou smlouvu s „Brünner Turnvereinem” a vybavení tělocvičny začal rozprodávat (převážně českým spolkům).
Ve 20. letech se DTV rozšířil na nová území na Slovensku a Podkarpatské Rusi. Členská základna se v počátečních letech zdvojnásobila a DTV z oboustranně nastaveného konfrontačního kurzu mezi DTV a orgány státní moci profitoval. Většina nových členů pociťovala příslušnost k německým Schutzvereinům jako národnostní ochranu. Všechny turnerské spolky ale do DTV nevstoupily. Turnerské spolky v Brně se v prosinci 1918 sloučily do „Pracovního společenství německých turnerských spolků v Brně” (Arbeitsgemeinschaft der Deutschen Turnvereine Brünns). Liberální „Deutscher Turnverein Brno” z Pracovního společenství vystoupil hned v počátku, kdy Pracovní společenství hodlalo vstoupit do DTV. Druhý brněnský spolek „Brünner Turnverein” (BTV) ho sice nenásledoval, ale ponechal si stanovy bez árijského paragrafu. Po spojení s DTV se společenství přejmenovalo na „Svaz německých národních turnerských spolků Brna” (Verband deutschvölkischer Turnvereine Brünns). V roce 1924 se proti stoupajícímu rasistickému nátlaku DTV oba brněnské spolky sloučily (oba měly v členské základně značný počet Židů) do „Brünner Turnverein” (BTV) a ten ještě tentýž rok vstoupil do liberálního „Německého turnerského kraje v Československu” (Deutschen Turn-Kreis in der Tschechoslowakei).
Brněnské nacionalistické spolky pod Jihomoravskou župou se tentýž rok seskupily pod zastřešující organizací „Národní turnerstvo” (Völkische Turnerschaft). Po připojení k DTV se Völkische Turnerschaft nazývalo „Svaz německých národních turnerských spolků Brna” (Verband deutschvölkischer Turnvereine Brünns). Svazová turnerská slavnost v Žatci (Saaz) konaná 13. - 16. července 1933 měla vliv na další vývoj brněnských turnerů. Bez árijského paragrafu se nemohl Brünner Turnverein zúčastnit a židovská část nakonec spolek opustila. Vzhledem k tomu, že se jednalo hlavně o majetné a spolek podporující židovské turnery, dostal se spolek do finančních potíží. V roce 1935 došlo na mimořádné valné hromadě BTV ke jmenování nacionalisticky orientovaného předsednictva. Zbylí liberálové z BTV založili „Tělocvičný a sportovní spolek Brno” (Turn- und Sport-verein). V roce 1936 se pak BTV spojilo s nacionalistickou „Německou turnerskou obcí Brno” (Turngemeinde) a název spolku byl změněn na „Brněnský turnerský spolek z roku 1861” (Brünner Turnverein von 1861, BTV 1861). Do upravených stanov byl přidán árijský paragraf a spolek se stal členem Německého tělovýchovného svazu (DTV).

### Turnerské župy
Až do roku 1924 sestával svaz z patnácti žup uvedených v tabulce. Jednotlivé turnerské spolky vedl DTV jako své členy, které se předem staly součástí jedné z turnerských žup a přijaly stanovy podle nadřízeného župního orgánu. V roce 1926 přibyla župa Egerland-Jahnmal-Turngau, která vznikla spojením radikální župy Jahnmal-Turngau a původní Egerland Turngau. V roce 1927 se rozdělila Sudetská župa na Mittelmährischer Turngau, Nordmährischer Turngau a Altvater-Turngau. Župa Aupa-Elbe Turngau dostala v roce 1928 nové jméno Riesengebirgs-Turngau. Po rozpuštění župy Turngau Prag v roce 1935 jejich počet neklesl díky nově založeným župám Komotauer Turngau (1931) a Karpaten-Turngau (1937), takže jejich počet se ustálil na čísle 18.
| Západočeská župní skupina                           | Počet spolků | Polabská župní skupina                          | Počet spolků |
| --------------------------------------------------- | ------------ | ----------------------------------------------- | ------------ |
| 1. Böhmerwald Turngau                               | 24 spolků    | 6. Turngau Prag und Umgebung (1935 rozpuštěna)  | 4 spolky     |
| 2. Egerland Turngau (1926 Egerland-Jahnmal-Turngau) | 15 spolků    | 7. Nordböhmischer Turngau                       | 90 spolků    |
| 3. Ober-Eger Turngau                                | 64 spolků    | 8. Nordwestböhmischer Turngau                   | 127 spolků   |
| 4. Westböhmischer Turngau                           | 23 spolků    |                                                 |              |
| 5. Erzgebirgs Turngau                               | 15 spolků    |                                                 |              |
| Východočeská župní skupina                          |              | Moravsko-slezská župní skupina                  |              |
| 9. Braunauer Turngau                                | 28 spolků    | 12. Sudeten Turngau (1927 rozdělena do tří žup) | 114 spolků   |
| 10. Jeschenken-Iser Turngau                         | 121 spolků   | 13. Oder Turngau                                | 64 spolků    |
| 11. Aupa-Elbe Turngau (1928 Riesengebirgs-Turngau)  | 71 spolků    | 14. Schönhengst Turngau                         | 24 spolků    |
|                                                     |              | 15. Südmährischer Turngau                       | 150 spolků   |

### Komunikační prostředky
DTV vydával ze začátku „Turnzeitung des Deutschen Turnverbandes” jako spolkový oběžník, ale hned po prvním roce se stal časopis nejvýznamnější turnerskou a völkisch tiskovinou vycházející ve velkém nákladu, vycházel dvakrát do měsíce. Roční předplatné činilo v roce 1920 deset korun, v roce 1921 bylo zvýšené na dvacet a později v roce 1926 zase sníženo na deset korun. Ke svazovému časopisu vycházely ještě župní „Gauboten” a „Gaumitteilungen”, školící brožury „Wille und Weg”, „Schulungsbriefe der Mannschaft”, „Führer und Arbeitsbriefe der Jungturnerschaft”, „Arbeitsbriefe der Turnerinnen und Mädel”, pro vyučující a cvičitele odborný časopis „Deutsche Leibeserziehung, Fachzeitschrift für alle Zweige deutscher Leibesübungen”, pro rozhodčí „Wetkampfbestimmungen und einheitliche Punktewertungen” a pro předcvičitele vycházela v Turnzeitung cvičební příloha. Pro činné rodinné příslušníky vyšla příručka „Handbuch des Deutschen Turnverbandes”, pro lidovýchovu „Deutsche Volkskunde” a turnerský zpěvník „Turnerliederbuch”, pro ženy „Frauen- und Mädchenspiegel”. Pro mládež vycházely časopisy „Jungtum”, „Fahne und Zelt, Zeitschrift des deutschen Jungen”, „Mädel komm mit, Zeitschrift des deutschen Mädel”.

### Sruktura a organizace
Struktura řízení odpovídala původnímu XV. kraji Německo-Rakousko. Svazový turnerský den se (Verbandsturntag) pořádal každé tři roky. Zasedala na něm rada turnerského svazu, turnerský výbor pro technické záležitosti a výbor pro lidovýchovu, mládež a veřejná vystoupení (Dietauschuss), župní předsedové s instruktory (Turnwart a Dietwart) a zástupci jednotlivých spolků. Rada se volila jednou za tři roky, zasedala zpravidla na jaře a na podzim nebo podle potřeby.
| DTV Verbandsturnrat (Rada svazu DTV) | |
| ------------------------------------ | --- |
| Verbandsobmann                       | Předseda svazu zastupoval DTV navenek, předsedal radě a řídil její jednání.                                                                                               |
| Verbandsobmann Stellvertreter        | Zástupce předsedy |
| Verbandsturnwart                     | Náčelník pro turnerské technické záležitosti svazu. Měl na starosti jednotný chod organizací, průběh oslav a cvičení. Předsedal technickému výboru a župním shromážděním. |
| Verbandsdietwart                     | Náčelník (nebo instruktor) pro lidovýchovu. Staral se o jednotnou völkisch výchovu a chod slavností a cvičení. Předsedal výboru pro lidovýchovu a župním shromážděním.    |
| Verbandssäckelwart                   | Pokladník se staral o veškeré finanční záležitosti svazu, navrhoval zvýšení členských příspěvků, předkládal výroční finanční zprávy a navrhoval roční rozpočet.           |
| Verbandsverwalter des Unfallsäckels  | Správce úrazového pojištění vyřizoval žádosti a stížnosti u pojišťovny, předkládal výroční finanční zprávy, ale měl na starost také dobročinné sbírky a benefiční akce.   |
| Leiter der Turnzeitung               | Vedoucí turnerského časopisu, spolupracoval s hlavním redaktorem a později měl k ruce dva placené úředníky.                                                               |
| 4 Gaugruppenvertreter                | Čtyři volení zástupci žup. |

Funkci tzv. dietwarta (instruktora pro völkisch výchovu) zavedl Deutscher Turnverband podle vzoru DTB. Turnwart učil členy turnerského svazu cvičit, ale dietwart (diet, diot, thiuda = Volk) z nich měl vychovat německé turnery. Dietwarti vystupovali proti moderní „úpadkové” kultuře: brakové literatuře, německému národu cizímu tanci, kinu, „oplzlým” divadelním hrám nebo také mužskému sestřihu vlasů u žen mikádu (Bubikopf) atd. Dietwart zodpovídal za průběh slavností (Sommersonnenwende, Julfest) a za výběr proslovů, písní, tanců, hudby, jazyka, písma (německá písmena), symbolů, barev, květin atd. Zvláště u zavedených vlasteneckých oslav (Heimatfest) měli dietwarti spolupracovat s ostatními Schutzvereiny. Dvakrát do roka museli podstupovat školení v lidovýchově (Dietlehrgänge). Dietwarti určovali obsah „kolektivního vzpomínání, umožňovali prožívat historii a mýty a zpřítomňovat jejich obsahy”.
Nacionální lidovýchova připomínala germánskou mytologii, výjevy z říšsko-německých dějin, velikost a kulturnost německého národa, nepřerušené germánské osídlení českých zemí apod. V roce 1925 byla v Liberci založena Gesellschaft für deutsche Volksbildung in der Tschechoslowakischen Republik (Společnost pro německou lidovýchovu v Československé republice), která posílila v roce 1932 založením školícího střediska Deutsches Volksbildungsheim v Goethově domě (Goetheheim) v Liberci. Společnost pro německou lidovýchovu byla tak jako DTV členem Hauptstelle für deutsche Schutzarbeit (Ústředna německé obranné práce). Vzrůstajícím vlivem SdP v organizačních složkách svazu se turnerské akce stávaly předním nástrojem politizace a nacizace německé společnosti v ČSR. Většina uctívaných svátků se po nástupu Hitlera (1933) stala ze zákona německými nacionálními svátky.

### Kanceláře a úřady
Hlavní kancelář svazu „Deutscher Turnverband” se nacházela v Jablonci nad Nisou (Heinrich Pfeiffer-Straße 2, tel. 3609), kancelář náčelník pro turnerské záležitosti (Kanzlei des Verbandsturnwartes) v Aši (Steingasse 29, tel. 2921) a kancelář náčelníka pro lidovýchovu (Kanzlei des Verbandsdietmanes) v Podmoklech (Bräuhausgasse 1300).
Úřad pro tělovýchovu měl na starosti: tělovýchovu pro muže/Männerturnen, tělovýchovu pro ženy/Frauenturnen, tělovýchovu pro mládež/Jugendturnen, tělovýchovu pro děti/Kinderturnen, prostonárodní cvičení/volkstümliches Turnen (lehkou atletiku), bojové sporty/Kampfübungen, sportovní hry/Spiele, plavání/Schwimmen, běh na lyžích/Schneelauf, krasobruslení/Eislauf, jízdu na saních/Schlittenfahren, šermování/Fechten, zdravotnictví/Sanitätswesen, výcvik/Turnschule (výcvikové středisko pro cvičitele z povolání, náčelníky, předcvičitele a vedoucí oddělení).
Úřad pro lidovýchovu zajišťoval: všeobecné vzdělávání, školení pro cvičitele, lidové tance a lidové písně, pořádání slavností, lidovýchovu, amatérské divadlo, dobrovolnou službu v pracovních táborech a stavební poradenství. Tiskové a propagační oddělení se staralo o zpravodajství, film a promítání, přednášky a rozhlasové pořady, dopisní agendu.

### Projekty DTV
K ulehčení zásilkové služby, kterou až dosud vyřizovala kancelář DTV sídlící v Teplicích-Schönau, uvedl svaz do života od 1. července 1924 zásilkový obchod. Sortiment obchodu sahal od veškerého zařízení tělocvičen, sportovního náčiní a nářadí přes turistické a sportovní oblečení s obuví až po listiny, knihy, dárkové zboží, svazové tiskoviny a dokumenty. Zásilkový obchod měl zajistit nejen zvýšení svazového výdělku, ale také ještě více prohloubit hospodářské vztahy mezi německými výrobci a spotřebiteli. Vedle DTV zásilkového obchodu fungoval ještě privátní knižní zásilkový obchod „Bücherstube Veit” v Králíkách.
Ke 150. výročí Jahnova narození v roce 1928 odkoupil svaz v Horním Slavkově bývalou administrativní budovu hornických provozů poblíž Hubu (po roce 1945 Jáchymovské uranové doly) a přestavěl ji na „Jahnheim”, který sloužil členské základně jako ubytovna, zotavovna a letovisko. Svaz, župy a spolky jej využívaly také jako školící středisko. Nevyužité prostory pronajímal svaz dalším árijským spolkům (Wandervogel, Jugendbünde, Bund der Deutschen atd.) Budova sestávala z více než dvaceti místností, jedné velké ložnice, školící místnosti a tělocvičny. K areálu střediska patřil ještě tříhektarový rybník Ebmet a hřiště. Ubytovna DTV Jahnheim se svým multifunkčním charakterem, způsobem financování a pestrou klientelou od ostatních středisek turnerského a mládežnického hnutí v Německu (Annweiler-Turnerheim mit Jugendherberge, Brunndöbra-Jugendherberge mit Turnhalle, hrad Hohnstein, hrad Ludwigstein) a Rakousku (Spital am Semmering-Jugendherberge Lützow, hrad Pergine) výrazně odlišovala.
Dochovaný plánek z roku 1931 a o rok starší popis objektu informuje o tom, že celá budova Jahnheim sestávala ze tří několikapatrových částí. V přízemí hlavní budovy obýval dvě místnosti domovník (Heimwart), naproti nim se nalézala jeho kancelář a dvě jídelny. První patro vyplňovalo sedm dvoulůžkových pokojů a společná sprcha, sloužící zřejmě celé ubytovně. Další možnost ubytování nabízela hlavní budova v pěti vícelůžkových místnostech v podkroví zkosené střechy. Na centrální část komplexu ubytovny kolmo navazovaly dva postranní trakty. Přízemí toho pravého zahrnovalo velkou kuchyň se spižírnou, jež pravděpodobně získala přednost před původně plánovanou „cvičebnou“ (Übungsraum). Celé první patro vyplňoval ohromný „výukový sál“ (Lehrsaal) a místnost nad ním sloužila jako hromadná noclehárna. V přízemí protilehlého levého křídla se pralo prádlo, uskladňovalo uhlí a ukládalo nářadí, zatímco první a druhé patro zahrnovalo ještě osm pokojů s pětadvaceti lůžky. Na dvoře, který Jahnheim svým půdorysem ve tvaru písmene U vytvářel, stála ještě jakási „stodola“, upravená do podoby garáže pro auta a motorky...všechny pokoje byly elektrifikovány a mohly být vytápěny.
Vojtěch Kessler & Martin Klement
Od roku 1928 působila v Aši pod vedením Konrada Henleina (později Williho Brandnera) prestižní škola pro přípravu turnerů na organizaci tělocviku v turnerských spolcích. Několikadenní výukový program sestával jak z tělesného výcviku tak i ze školení ideologického na bázi vůdcovství a podřízenosti. Německý turnerský svaz také odstartoval v roce 1935 svépomocný projekt dobrovolné pracovní služby. Nezaměstnaní turneři se v přísně organizovaných pracovních táborech podíleli na výstavbě všeobecně prospěšných objektů. Jedním z nich bylo i hřiště u Jahnheimu.

### Nová koncepce DTV podle Konrada Henleina
Nová éra v DTV byla odstartována v roce 1925 nástupem Konrada Henleina do Aše, kde vykonával placené místo turnerského učitele. Konrad Henlein přetvořil dosud praktikované DTV turnerství do jednoduchého systému mnohostranné a přirozené tělovýchovy, která v sobě obsahovala jak prvky sportovní tak gymnastické. Do vybudované Ascher Turnschule zval odborníky z německého DT, DTB a dánské sportovní školy Nielse Bukha. Do turnerských spolků na Chebsku zavedl šerm, střelbu malorážkou a zimní cvičení. Šermíři a plavci se účastnili nadále taktéž výcvikových hodin. V závodech kladl důraz především na výsledky celého družstva. Přibylo povinné plavání, překonávání překážek v terénu a zkouška z lidovýchovy. V roce 1929 zavedl výkonnostní testy, které pro učitelele platily jako povinné.
Za hřebíček výcviku považoval branná cvičení. Branná zdatnost měla být vizitkou tělesné a duševní mužnosti. Proto také v chebské župě probíhaly pravidelné pochody se zátěží, cvičení s překážkami v terénu v plném oblečení, střelby z malorážky i výcvik v orientaci s mapou. Družstvo, spolek nebo celý turnerský okres měl být schopen bez přípravy na povel velitele vyrazit k nočnímu pochodu nebo pochodu se zátěží. Výcvik vrcholil okresními a župními brannými dny, které se pravidelně konaly v letech 1929–1930. V roce 1931 je československé úřady zakázaly. Od roku 1929 osobně vedl na turnerské škole v Aši dvoutýdenní kurzy pro turnerské učitele, které pak v pravidelných intervalech svolával k poradám.
Na župní slavnosti Egerland-Jahnmal-Turngau v únoru 1929 přijala župní rada z jeho iniciativy do stanov zjednodušené řízení. Až na zástupce předsedů byly tyto funkce v celém řídícím aparátu zrušeny a župní rada mohla z řad profesionálních župních cvičitelů jmenovat (bez volby) předsedy výborů (plavání, šermu, hry, zimní cvičení atd.). Předsedové výborů odpovídali přímo župnímu předsedovi (vůdci). Župní slavnost v Kynšperku nad Ohří v roce 1928 odstartovala také přeměnu župních slavností DTV. Na turnerské svazové slavnosti v květnu 1928 v Teplitz-Schönau, kde už vystoupil Henlein jako mluvčí pěti žup (Böhmerwald Turngau, Westböhmischer Turngau, Egerland-Jahnmal-Turngau, Ober-Eger Turngau a Erzgebirgs Turngau), byl zvolen zástupcem západní skupiny DTV a tím pádem se stal členem svazové rady. Postupně začal ze své pozice tlačit na celosvazovou obrodu na principu nacionálního společenství a vůdcovství.

### Kameradschaftsbund/ Svaz kamarádství
V roce 1925 založila skupina Spannových žáků a politických přívrženců vedených Walterem Heinrichem v Liberci organizaci „Arbeitskreis für Gesellschaftswissenschaften” s cílem propagovat Spannovy teorie. Z toho se v roce 1928 vytvořila organizace Kameradschaftsbund für volks und sozialpolitische Bildung (Svaz kamarádství). Mezi nejvýznamnější členy svazu patřili například dr. Walter Heinrich, dr. Waltr Brand, Heinrich Rutha, Wilhelm Sebekovsky, dr. Fritz Köllner, ing. Franz Karmasin, Viktor Aschenbrenner, Konrad Henlein, Kurt Oberdorffer a Walter Becher. Členové Svazu kamarádství se snažili v politických stranách a v sudetských německých organizacích získávat vlivné postavení. V letech 1928–1933 ovládli německý tělovýchovný svaz Deutscher Turnverband (DTV): 1931 Konrad Henlein (svazový náčelník tělocviku), 1932 Walter Brand (ideologický vedoucí), Heinrich Rutha, Wilhelm Sebekowsky, Hans Neuwirth. Tím se jim podařilo z DTV utvořit „národoveckou“ organizaci. Zrovna tak se členové KB infiltrovali do Deutscher Kulturverband (DKV) a do Bund der Deutschen (BdD). Henlein v duchu vůdcovského principu v DTV snížil počet členů ústředního vedení z 13 na 5 a v úzkém vedení rady pak prosadil na vůdcovském principu rozšířené pravomoci předsedy. Zrovna omezil volené funkcionáře na úkor „vyššího vůdce”.

### DTV Jungturnerschaft/ DTV turnerská mládež
Ve dvacátých letech 20. století se Německý tělovýchovný svaz v Československu nacházel v krizi. Nedokázal zareagovat na
společensko-politické změny a mládež vedl nadále v tradičním turnerském stylu. Zejména díky "zastaralým" tělesným cvičením považovali mladí turneři DTV za organizaci „zašlých" časů. Konrad Henlein započal v roce 1925 na postu předsedy turnerské chebské župy a v roce 1931 na vysokém postu v DTV s reformou v duchu tzv. Jungturnerschaftu (mladých turnerů). Svoji „omlazující" reformu DTV představil široké veřejnosti v roce 1933 na prvním spolkovém sjezdu reformované turnerské mládeže v Žatci. К mladým DTV turnerům se jako první přidala pod vedením Heinze Ruthy Sudetoněmecká mládež (Sudetendeutsche Jungenschaft), potom i další mládežnické spolky jako venkovská mládež (Landstänndische Jungmannschaft), sudetoněmečtí sokolíci a orlové (Adler und Falken). Mnohé tělovýchovné spolky vyjádřily sice DTV Jungturnerschaft plnou podporu, ale nadále si ponechávaly svoji samostatnost. Severočeská a chebská skupina Sudetoněmeckých wandervogelů vstoupily do DTV v roce 1934. V lednu 1935 vyzvalo Sudetoněmecké mládežnické společenství (SJG) mládežnické tělovýchovné organizace k vytvoření jednotného mládežnického svazu pod DTV. Den sudetoněmecké mládeže 8. května 1938 v Ústí nad Labem už byl obrovskou oslavou tzv. Sudetendeutsche Volksjugend organizované pod DTV a završením Henleinových plánů. V čele SVJ stanul Franz Krautzberger.

### Sudetendeutsche Heimatfront/ Sudetoněmecká vlastenecká fronta

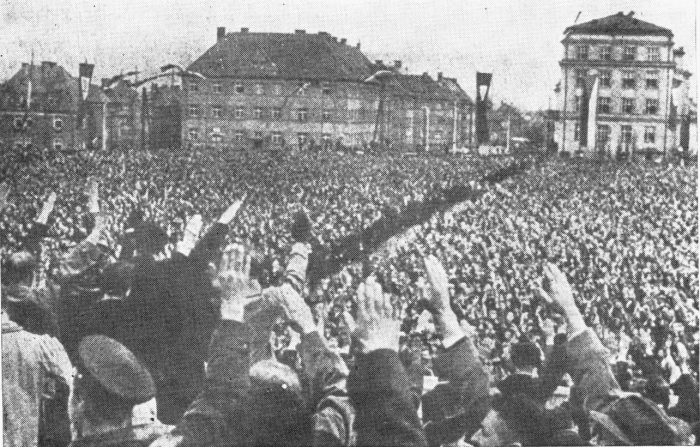
Demonstrace Sudetendeutsche Partei na 1. května 1938 v Liberci.

V čele politického hnutí Sudetendeutsche Heimatfront (SHF), založeném v roce 1933, stál Konrád Henlein a ve vedení převládali členové Svazu kamarádství. Henlein ve svém prohlášení o nastolené cestě SHF zdůraznil pročeskoslovenský kurz:
„... (SHF) se chtěla vydat svébytným, od rétoriky a programu nacionálního socialismu odlišitelným ideologickým a programovým kurzem; projevovalo se to připraveností uznat československý stát, formulací cíle, kterým je duchovní rozvoj sudetských Němců, zdůrazněním křesťanského světového názoru, především však důrazem na stavovskou ideu...”
Jörg K. Hoensch, 
Vzhledem k tomu, že se stále častěji objevovaly důkazy o propojení DTV se zakázanými stranami, muselo na závěr roku 1933 opustit 1 200 členů činných v bývalé DNSAP a DNP (většinou členové tělovýchovného spolku Volkssport) tělovýchovný svaz Deutscher Turnverband. Po přejmenování SHF na Sudetendeutsche Partei (SdP) sehrála DTV v její předvolební kampani významnou roli. Volební úspěch SdP brzy vystřídaly vnitřní spory mezi Kameradschaftsbundem a nacionálními socialisty. Nejvíce se odrazila SdP hlásaná sudetoněmecká pospolitost na počtu DTV mládeže. V letech 1933–1937 se její počet téměř ztrojnásobil. Pod vlivem SdP uzavřel Deutscher Turnverband také dohody o spolupráci s Bund der Deutschen, Deutscher Kulturverband, Deutscher Hauptauschuss für Leibesübungen a s řadou dalších sudetoněmeckých organizací. Na podzim roku 1937 se Konrad Henlein po odvolání Steinachera a smrti Ruthy rozhodl přestoupit k nacionálním socialistům. I když se v roce 1938 projevovala jak u SdP tak i u DTV vnitřní rozpolcenost, členská základna stála pevně za Konradem Henleinem. Turneři tvořili významnou část pořádkové služby (Ordnerdienst) SdP. Freiwilliger Schutzdienst byl součástí DTV a předstupněm Sudetendeutsches Freikorps.
Například Krojových slavností ve Frývaldově (1938), které pořádal Bund der Deutschen, se účastnilo zhruba pět tisíc osob a průvodu městem necelé tři tisíce. Členové Freiwilliger Schutzdienst (Dobrovolná ochranná služba) fungovali jako pořadatelé, stáli podél celého průvodu a skandovali se zdviženou pravicí „Sieg Heil!“. Čelo průvodu tvořil starosta města Frývaldova s místními vedoucími SdP. Za nimi pochodovaly různě krojované skupiny a průvod uzavírali vůz s turnerskou kapelou (Spielmannszug DTV) a 250 turnerů v trojstupech.

## Vývoj po Mnichovské dohodě

Vlajka Nationalsozialistischer Reichsbund für Leibesübungen.

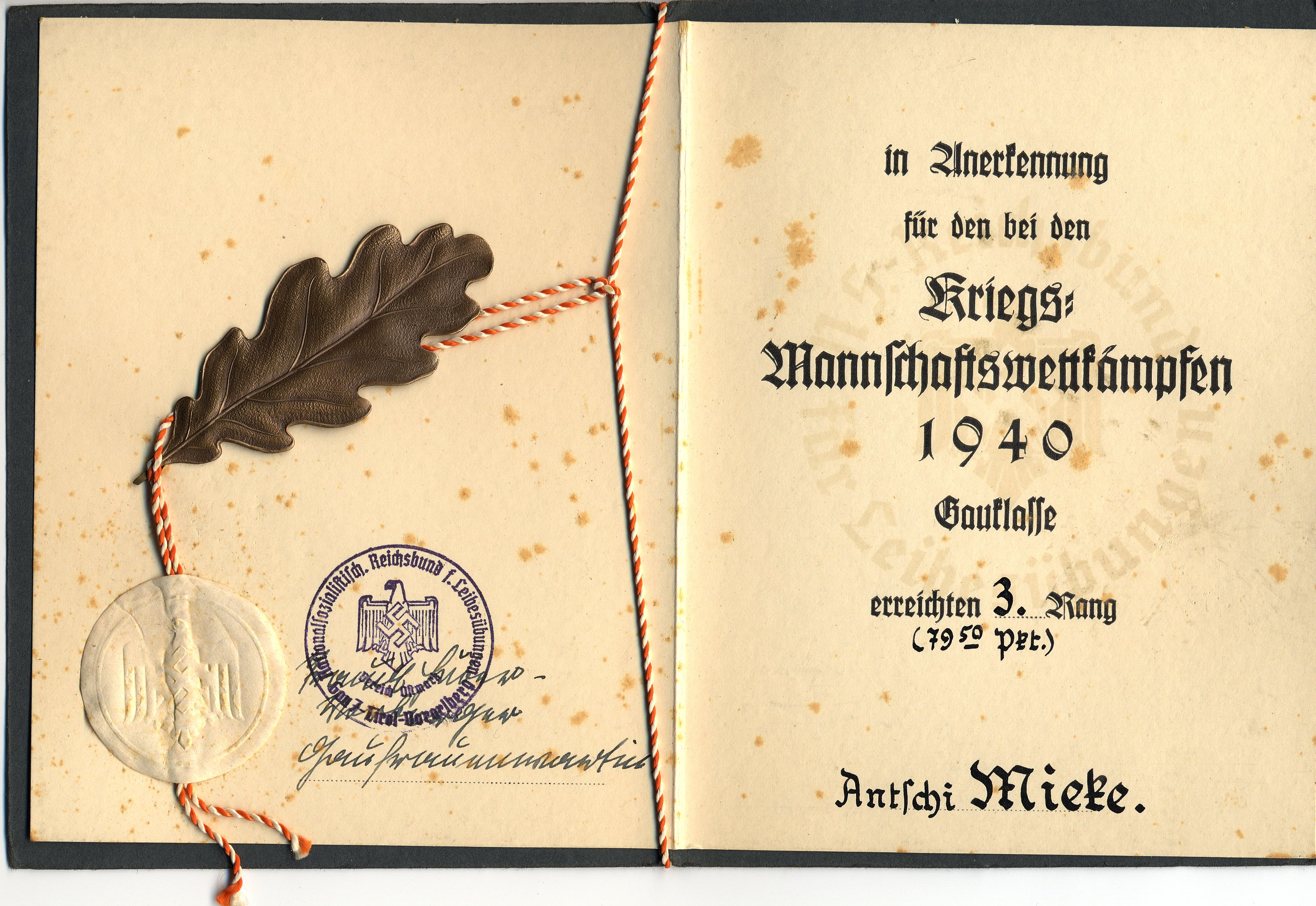
Nationalsozialistischer Reichsbund für Leibesübungen: čestné uznání za Válečné závody družstev 1940.

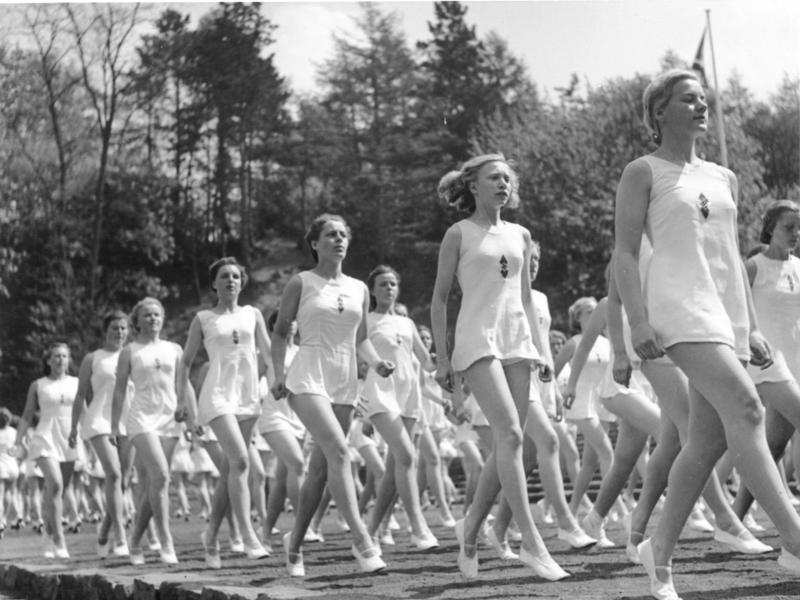
BDM - přehlídka gymnastiky 1941

Po Mnichovské dohodě se pracovní území DTV rozštěpilo na říšská území začleněná pod Říšskou župu Sudety, Bavorskou východní marku, Horní Podunají, Dolní Podunají a Slezsko-Hlučínsko (v roce 1939 přibylo Českotěšínsko) (1938–1945) a zbytkového Československa zpočátku v podobě druhé republiky (1938–1939), poté Protektorátu Čechy a Morava (1939–1945). V obou oblastech proběhlo NS-glajchšaltování. Sudetské DTV župy se tak staly jako první součástí NSDAP organizace - Nationalsozialistischer Reichsbund für Leibesübungen (NSRL). NS-glajchšaltování měl na starost Stillhalterkommissar für Organisationen im sudetendeutschen Gebiet (Likvidační a prolongační komisař pro organizace v sudetoněmecké oblasti, tzv. STIKO) Albert Hoffmann.
Začlenění Sudetendeutsche Volksjugend (Jungturnerschaft DTV) s 200 000 členy pod organizaci Hitlerjugend (HJ-Gebiet Sudetenland) proběhlo 15. listopadu 1938. Slavnostního posvěcení se v Chebu účastnil říšský vůdce mládeže Baldur von Schirach. Oblast HJ-Sudetenland patřila se svými 40 voji (Banne) k těm nejpočetnějším. Ze začátku zůstal ve velení Franz Krautzberger. Brzy jej vystřídal Günther Prager, kterého krátce zastupoval pověřenec státního ministra pro Čechy a Moravu pro táborovou péči Franz Seiboth, Kurt Büchau a nakonec byl do funkce vůdce sudetoněmecké HJ dosazen Heinz Lange. BDM vedla Erika Penzel, po ní BDM-Führerin Agnes Dehmen a od prosince 1943 Helene Grosser.
Po 20. dubnu 1939 mohla být do HJ přiřazena i protektorátní německá mládež. Oblastním vůdcem HJ (HJ-Gebietsführer) se stal Siegfried Zoglmann, který zastával od 15. března 1939 pozici pověřence vůdce mládeže Německé říše při Úřadu říšského protektora (Beauftragter des Jugendführers des Deutschen Reichs beim Reichsprotektor) a vedl úřadovnu RJF v Praze (Chef der Befehlstelle der RJF in Prag). V roce 1943 bylo zřízeno Německé státní ministerstvo pro Čechy a Moravu (Deutsches Staatsministerium für Böhmen und Mähren, NSM). K. H. Frank jmenoval pověřencem německého státního ministra pro KLV v Čechách a na Moravě (Der Beauftragte des Deutschen Staatsministers für Erweiterte Kinderlandverschickung in Böhmen und Mähren) Fritze Knoopa, který zastával oblastního vůdce HJ po Zoglmannovi. Oblastními vedoucími BDM byly jmenovány (BDM-Führerinnen) Else Pohl a Erika Ebel. HJ v protektorátě tvořilo 8 vojů: Brno, České Budějovice, Jihlava, Klatovy-Plzeň, Hradec Králové, Ostrava, Olomouc, Plzeň a Praha. Na území protektorátu RJF pro Hitlerjugend vybudovala 4 branně-výchovné tábory (Wehrertüchtigungslager), 2 říšské vzdělávací tábory (Reichsausbildungslager), 1 výcvikový tábor pro službu na venkově (Landdienstlehrhof) a 7 říšských škol pro vzdělávání vedoucích (Führer-Schule). Zároveň sem přemístila i hlavní centrálu pro projekt Erweiterte Kinderlandverschickung s velkým množstvím KLV táborů.

## Turnerské organizace po druhé světové válce

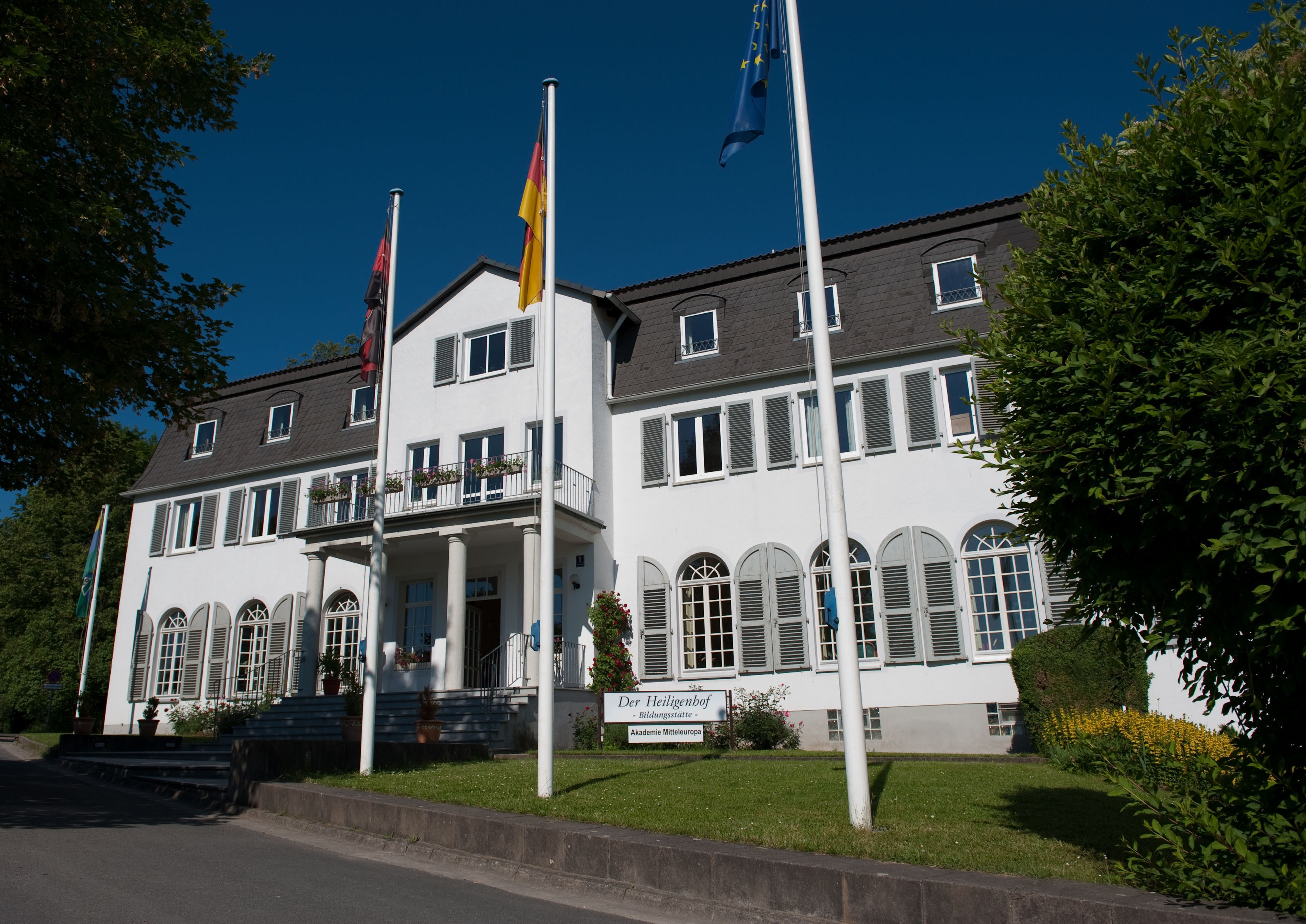
Heiligenhof (Jugendherberge) v Bad Kissingen - Stiftung Sudetendeutsches Sozial- und Bildungswerk

Po skončení druhé světové války v letech 1945–1946 proběhla masová deportace Němců z Československa. Dekretem presidenta republiky Edvarda Beneše ze dne 25. září 1945 o některých opatřeních v oboru spolkovém byly všechny německé spolky zrušeny a jejich majetek konfiskován. Kromě Německa (dále Itálie) byla od května 1945 prováděna denacifikace i v zemích se silným předválečným srozuměním s národním socialismem. V Rakousku probíhal proces nejen pod vedením jednotlivých okupačních mocností, ale i (v sovětské okupační zóně) rakouských správních úřadů.
V roce 1950 založil Dr. Wilhelm Welwarsky (1904–1979) pod Sudetendeutsche Landsmannschaft pracovní společenství „Arbeitsgemeinschaft sudetendeutscher Turnerinnen und Turner”. Pracovní skupina sudetoněmeckých turnerů a turnerek pořádala každé dva roky „Sudetendeutsche Turntage”. Po smrti Dr. Welwarského byla pracovní turnerská skupina rozpuštěna. Historickou vlajku přechovává vzdělávací institut Heiligenhof v Bad Kissingenu nadace Sudetendeutsches Sozial- und Bildungswerk. V roce 1950 byl v německém Tübingenu založen Deutscher Turner-Bund (DTB) a o dva roky později v rakouském Welsu 6. července 1952 Österreichischer Turnerbund (ÖTB). V Mnichově působí také tělovýchovná organizace Sudetendeutsche Turnerschaft München e.V.